# Stephen Boyd
Stephen Boyd (nascido William Millar; Glengormley, 4 de julho de 1931 — Los Angeles, 2 de junho de 1977) foi um ator irlandês, mais conhecido por ter interpretado o personagem Messala no filme Ben-Hur, lançado em 1959, e pelo qual ganhou o Globo de Ouro de Melhor Ator Coadjuvante em 1960.

## Biografia
Bem alto e com um físico bem formado, ele começou a carreira no teatro em Belfast, aos 16 anos, mas logo foi para Londres onde começou trabalhando como porteiro de teatro e garçom.
Sua carreira nos palcos começou graças ao ator e diretor Michael Redgrave que lhe deu a primeira chance nos teatros ingleses. Logo foi também para a TV, onde estreou em 1955, seguindo depois para o cinema.
Ele fez perto de 50 filmes e seu primeiro sucesso foi em O Homem que Nunca Existiu em 1956, mas o público não esquece sua interpretação como Messala em Ben-Hur, onde protagonizou a corrida de biga com Charlton Heston.
Outros filmes de sucesso foram Genghis Khan; A Bíblia... No Início; Viagem Fantástica;  Shalako; O Diabo tem Sete Faces e Hannie Caulder, este último ao lado de Raquel Welch.
Ele se casou duas vezes e morreu aos 45 anos vitimado por um ataque cardíaco quando jogava golfe em Los Angeles. Está sepultado no Oakwood Memorial Park Cemetery.